# Hudební skladatel

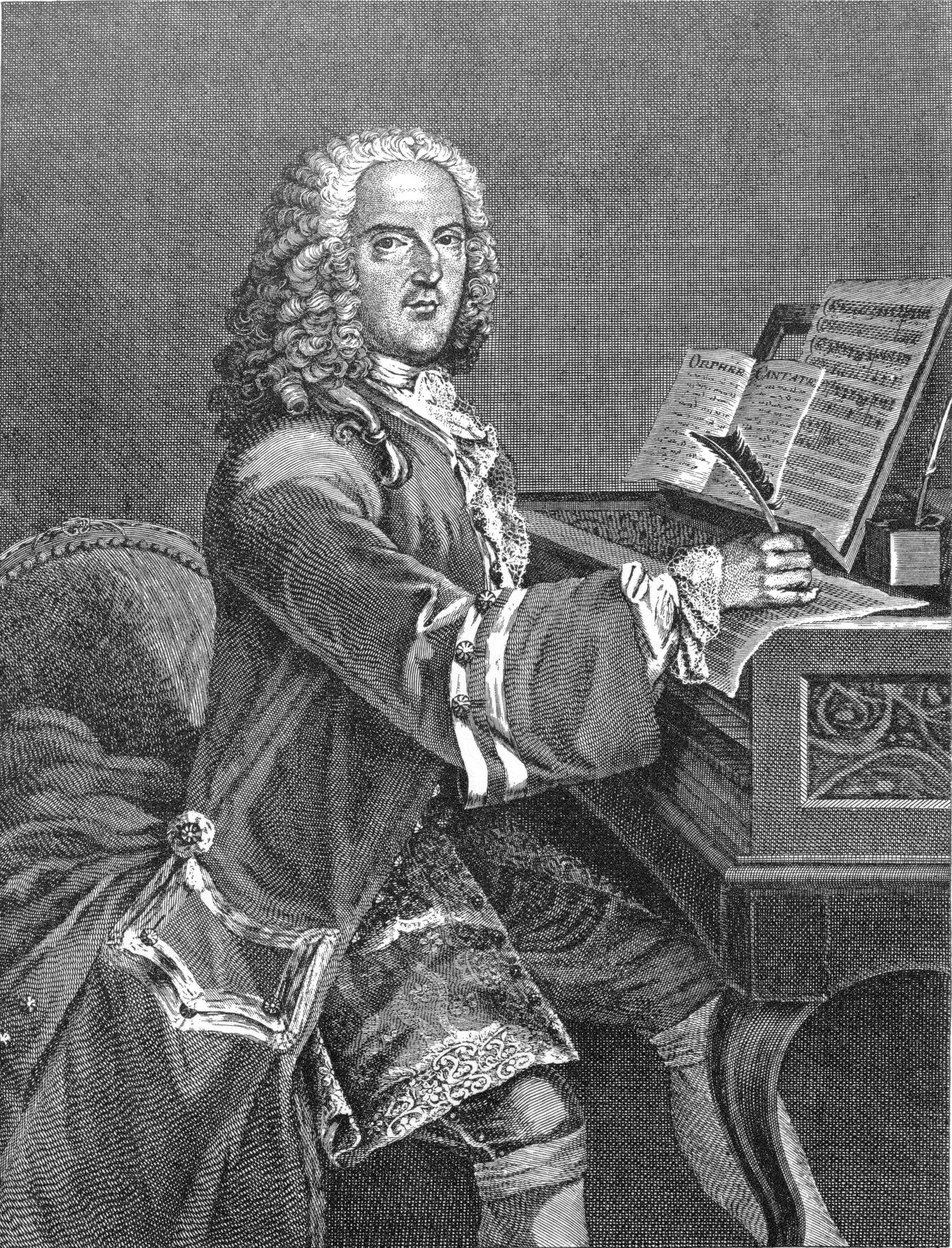
Francouzský skladatel Louis-Nicolas Clérambault

Hudební skladatel (též komponista) je umělec, který tvoří nové hudební skladby a zpravidla je zaznamenává ve formě hudební notace, podle které jeho hudbu poté provozují výkonní umělci (interpreti – zpěváci, hráči na hudební nástroje, dirigenti event. další umělci).

## Charakteristika
Znalost hry na hudební nástroj není sice čistě teoreticky k této činnosti vůbec nutná, ale v praxi téměř každý hudební skladatel dobře ovládá hru alespoň na jeden hudební nástroj (nejčastěji se jedná o klávesový nástroj). Komponování pro orchestr (soubor nástrojů) vyžaduje znalost takového tělesa z hlediska technických nároků na jednotlivé hráče. Tuto znalost spolu s dalšími obvykle získává skladatel na speciální škole (konzervatoř, hudební akademie), kde se předávají znalosti o hře na hudební nástroje a o jejich technických možnostech (např. jaký je rozsah tónů jednotlivého nástroje a nezbytné další údaje). Při studiu instrumentace (resp. orchestrace, tj. jak psát pro nástrojové soubory) studuje mladý skladatel nástrojové souznění, kde už začíná jeho tvůrčí činnost.